# Tinerețea lui Moise
Tinerețea lui Moise este o frescă realizată de pictorul renascentist italian Sandro Botticelli între 1481 și 1482, localizată în Capela Sixtină, Roma. 

## Istoric

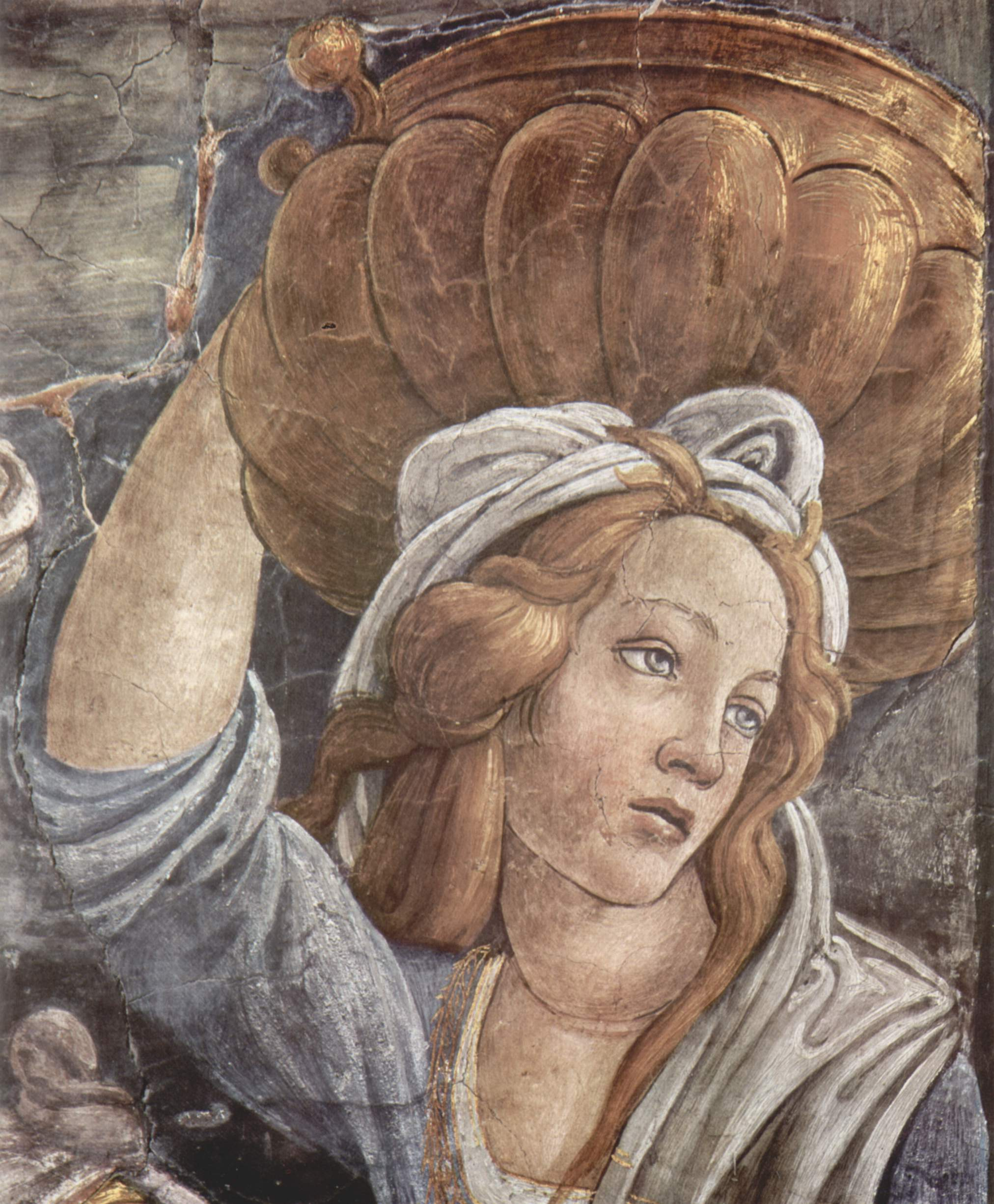
Detaliul unei femei de la fântână, posibil portret al Simonettei Vespucci

Pe 27 octombrie 1480 Botticelli, împreună cu pictorii florentini Domenico Ghirlandaio și Cosimo Rosselli, a pornit spre Roma unde a fost chemat ca parte a proiectului de reconciliere dintre Lorenzo de Medici, conducătorul de facto al Florenței, și Papa Sixt al IV-lea. Florentinii au început să lucreze în Capela Sixtină în primăvara anului 1481 împreună cu Pietro Perugino care se afla deja acolo.
Tema decorațiunii este o paralelă între povestea lui Moise și cea a lui Isus din Nazaret, ca semn al continuității între Biblia ebraică și Noul Testament. De asemenea este vorba și despre o continuitate dintre legea divină a Tablelor Legii și mesajele lui Iisus care, la rândul său, l-a ales pe Petru (primul episcop al Romei) drept succesorul său: aceasta va avea ca rezultat final legitimitatea succesorilor lui Petru, papii de la Roma.
Botticelli, ajutat de numeroși asistenți, a pictat trei scene. Pe 17 februarie 1482 contractul său a fost reînnoit, inclusiv celelalte scene pentru a finalza decorațiunea capelei. Totuși, pe 20 februarie, tatăl său a murit. Botticelli s-a întors în Florența unde a rămas.

## Descriere

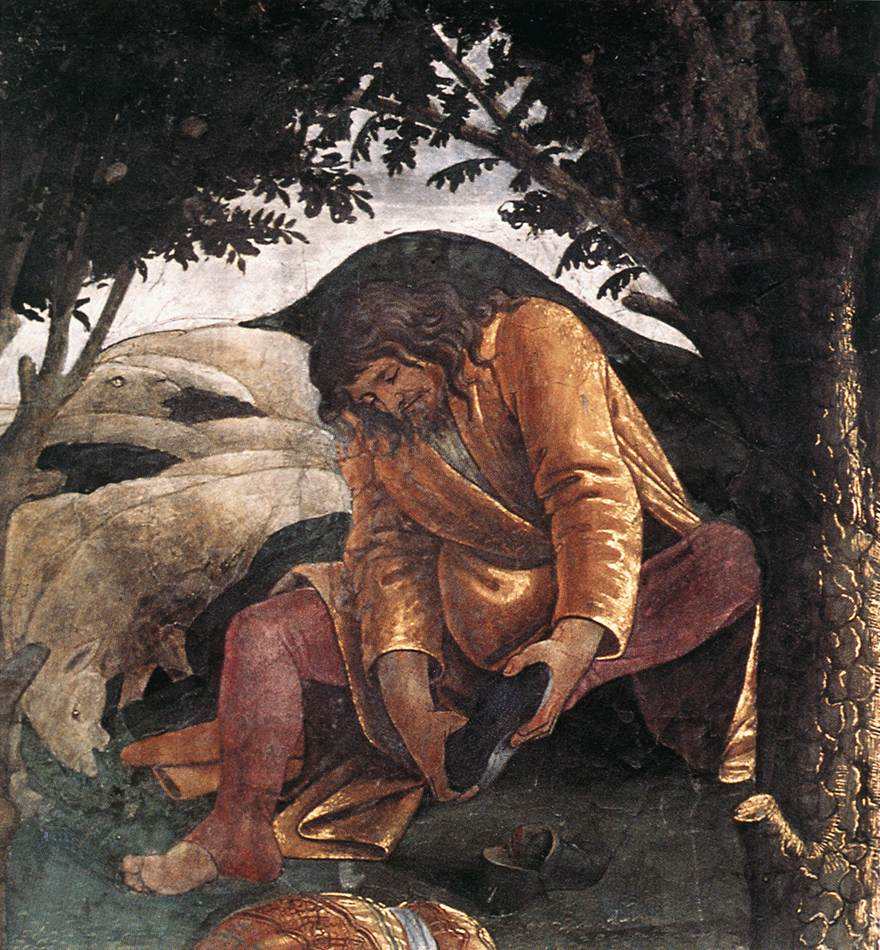
Detaliu cu Moise descălţându-se

Fresca înfățișează câteva episoade din tinerețea lui Moise preluate din Cartea Exodului. Formează o paralelă cu zidul opus, pe care se află tabloul  Ispitirea lui Isus. Pe friză stă scris TEMPTATIO MOISI LEGIS SCRIPTAE LATORIS.
În partea dreaptă Moise este înfățișat ucigându-l pe egipteanul care a hărțuit un evreu, după care a fugit în deșert (o paralelă cu episodul în care Isus îl învinge pe Diavol). În următorul episod Moise se luptă cu păstorii care împiedicau pe fiicele lui Jethro (inclusiv pe Zipora viitoarea soție a lui Moise) să își adape vitele la fântână și apoi ia apă pentru ele. În a treia scenă, în colțul din dreapta sus, Moise se descalță și apoi primește de la Dumnezeu sarcina de a se întoarce în Egipt pentru a-și elibera poporul. În fine, în colțul din stânga jos, Moise conduce evreii spre Tărâmul Făgăduinței.
Moise poate fi observat cu ușurință în scene prin haina galbenă și mantia verde.